# Plouhinec, Finistère
Plouhinec (tiếng Breton: Ploeneg) là một xã của tỉnh Finistère, thuộc vùng Bretagne, miền tây bắc Pháp.

## Xem thêm

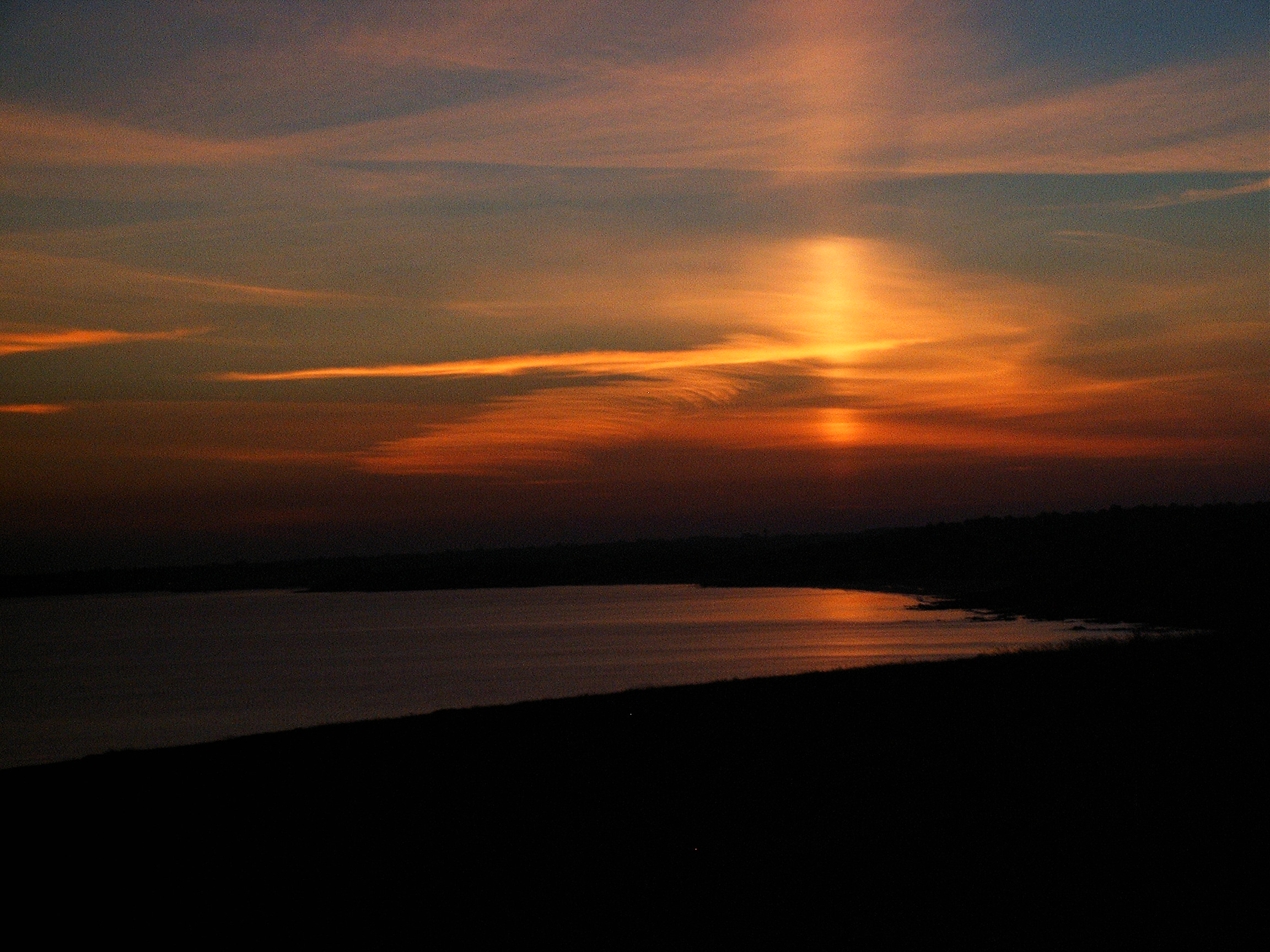
Bãi biển Plouhinec lúc mặt trời lặn

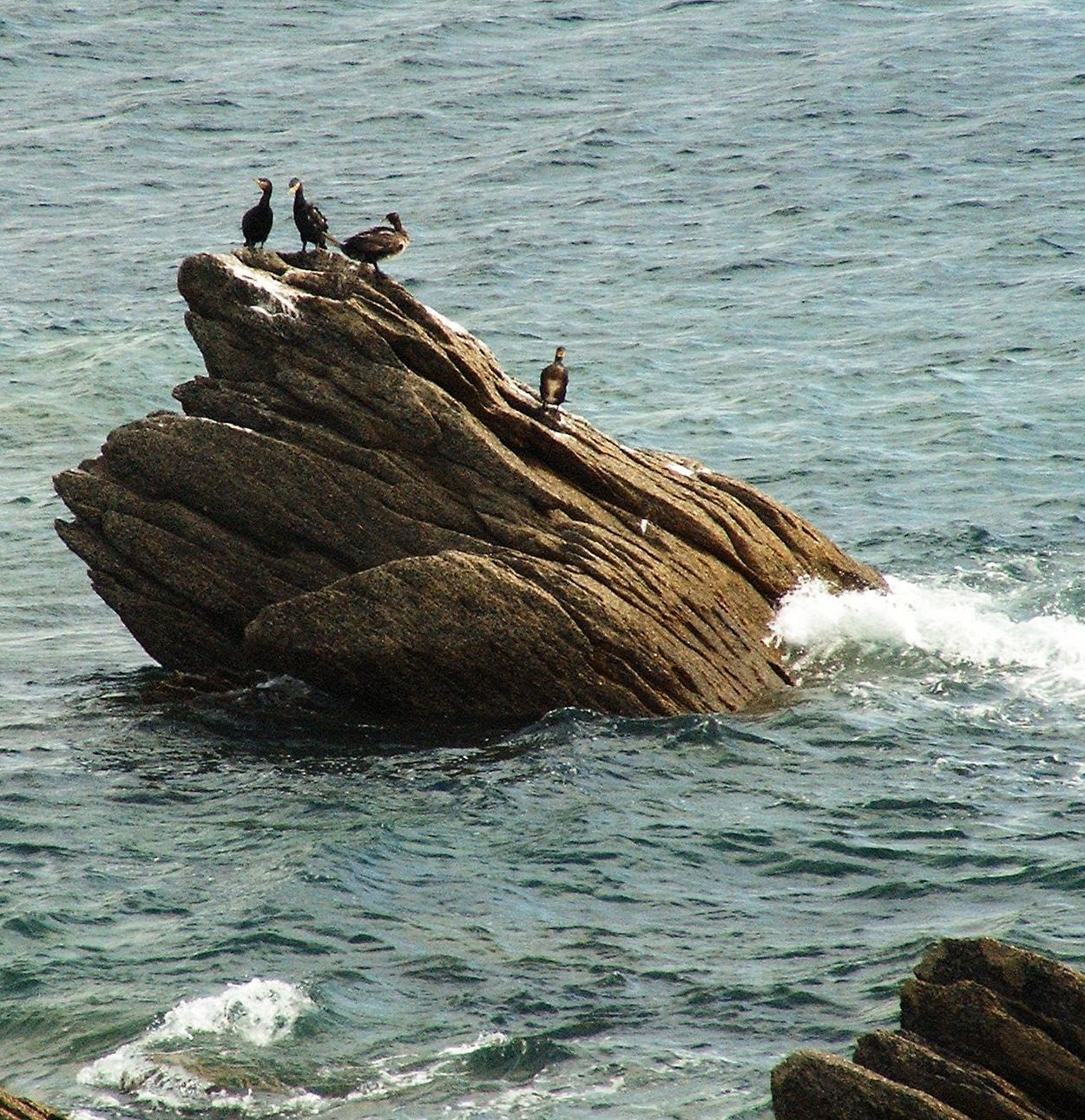
Cảng Pors-Poulhan